# Черкаська загальноосвітня школа № 8
Черкаська загальноосвітня школа I—III ступенів № 8 — загальноосвітній навчальний заклад у місті Черкаси.

## Історія
Школа була відкрита 1924 року і називалась 8-ю трудовою школою. Спочатку вона розміщувалась за адресою вулиця Воровського, б. 22. 1949 року вона стала неповною середньою. 1964 року заклад переїхав до нового приміщення за сучасною адресою, школа стала середньою. 1982 року вона була перетворена у загальноосвітню.

### Директори
- 1943—1945 — Кантибей Назар Григорович
- 1945—1954 — Курочка Петро Миколайович
- 1954—1960 — Павловська Катерина Феофанівна
- 1960—1964 — Мат'яш Григорій Іванович
- 1964—1982 — Згуровець Віра Оліферівна
- 1982—1998 — Торхова Світлана Яківна
- 1998—2008 — Бунякін Дмитро Володимирович
- з 2008 — Саєнко Тетяна Борисівна

## Структура
Педагогічний колектив складається із 39 учителів, з яких 18 мають вищу категорію, 5 — першу категорію та 7 другу категорію, 7 мають звання «учитель-методист», 8 — звання «старший учитель».

## Випускники
Відомими випускниками школи є:
- Атамась Володимир Миколайович — майстер спорту з легкої атлетики, чемпіон СРСР, учасник Олімпійських ігор в Мюнхені.
- Борисенко Володимир Миколайович — головний лікар дитячої міської лікарні, депутат Черкаської обласної ради.
- Волошин Віталій Владиславович — майстер спорту з легкої атлетики, неодноразовий чемпіон України.
- Горностай Павло Петрович — український психолог, доктор психологічних наук, професор, лауреат Державної премії України в галузі науки і техніки.
- Каданцев Сергій Дмитрович — майстер спорту з морського багатоборства, Заслужений тренер України, суддя національної категорії.
- Король Валентина Миколаївна — професор кафедри педагогіки Черкаського національного університету.
- Милокумов Сергій Олександрович — український художник, заслужений художник України[1].
- Погорєлова (Головачова) Людмила Олексіївна — Відмінник народної освіти УРСР (1984), Соросівський вчитель (1997), обиралась депутатом Черкаської міської ради, заслужений вчитель України.
- Проскурня Сергій Владиславович — художній керівник Черкаського драматичного театру.
- Тарасенко Євген Володимирович — український футболіст, захисник черкаського «Славутича».
- Тарасенко Олег Володимирович — український футболіст, захисник команди «Черкаський Дніпро».
- Фіщук Віктор Григорович — майстер спорту з морського багатоборства, Заслужений тренер України, доцент кафедри спортивних дисциплін Черкаського національного університету.
- Черненко Андрій Миколайович — учасник Євромайдану, Герой України.